# Jean Heather
Pour les articles homonymes, voir Heather.
Jean Heather est une actrice américaine née le 21 février 1921 à Omaha, Nebraska (États-Unis), décédée le 29 octobre 1995  à Los Angeles (États-Unis).

## Filmographie
- 1944 : La Route semée d'étoiles (Going My Way) : Carol James
- 1944 : Our Hearts Were Young and Gay : Frances Smithers
- 1944 : Assurance sur la mort (Double Indemnity) : Lola Dietrichson
- 1944 : National Barn Dance : Betty
- 1945 : Un héritage sur les bras (Murder, He Says) de George Marshall : Elany Fleagle
- 1946 : Champagne pour deux (The Well-Groomed Bride) : Wickley
- 1947 : The Last Round-up (en) de John English : Carol Taylor
- 1949 : Red Stallion in the Rockies : Cindy Smith